# Rhytiphora iliaca
Rhytiphora iliaca är en skalbaggsart som först beskrevs av Francis Polkinghorne Pascoe 1866.  Rhytiphora iliaca ingår i släktet Rhytiphora och familjen långhorningar. Inga underarter finns listade i Catalogue of Life.